# Vizegouverneur (Vereinigte Staaten)

Karte der US-Bundesstaaten: Blau gefärbte Staaten und Territorien haben einen Amtsinhaber der Demokraten und rote einen Republikaner. In schwarz gefärbten Staaten existiert das Amt nicht

Einen Vizegouverneur (englisch lieutenant governor) haben in den Vereinigten Staaten 45 der 50 Bundesstaaten, sowie vier Außengebiete. Der Vizegouverneur eines jeweiligen Staates ist Stellvertreter des Gouverneurs. Scheidet dieser vorzeitig aus dem Amt aus, so wird der Vizegouverneur neuer Gouverneur. Bei vorübergehender Abwesenheit des Gouverneurs kann der Vizegouverneur zeitweise dessen Aufgaben geschäftsführend wahrnehmen. In vielen Staaten steht der Vizegouverneur außerdem kraft seines Amtes dem jeweiligen Staatssenat als dessen Präsident vor.

## Geschichte
Vor der Unabhängigkeit verfügte jede der Dreizehn Kolonien über einen Vizegouverneur. Der Hauptunterschied zum Gouverneur bestand darin, dass der Vizegouverneur zwingend seinen Wohnsitz in der jeweiligen Kolonie haben musste. Außerdem erhielt der Vizegouverneur seinen Lohn aus der Kasse der Kolonie, während der Gouverneur direkt von der britischen Krone bezahlt wurde. Nach der Unabhängigkeit der USA sowie der schrittweisen Aufnahme neuer Bundesstaaten erhielt der Vizegouverneursposten seinen heutigen Charakter. Allerdings haben auch viele Staaten das Amt erst später durch eine Verfassungsänderung eingeführt.

## Amtsbeschreibung

Siegel des texanischen Vizegouverneurs

Siegel des Vizegouverneurs von Ohio

Üblicherweise umfassen die Aufgaben des Vizegouverneurs drei wesentliche Punkte. Der Vizegouverneur eines jeweiligen US-Bundesstaates ist Vertreter des Gouverneurs. Stirbt der Gouverneur, tritt er zurück oder wird er des Amtes enthoben, so rückt der Vizegouverneur automatisch zum neuen Gouverneur auf. In den meisten Staaten, in denen das Amt existiert, rückt der Vizegouverneur vollständig in das Gouverneursamt auf, das heißt übernimmt den gesamten Posten vollumfänglich und nicht nur geschäftsführend. Er führt dabei die laufende Amtsperiode bis zu ihrem regulären Ende weiter. Nur in Massachusetts und New Jersey wird der Vizegouverneur nur geschäftsführender Gouverneur. In vielen Bundesstaaten besteht auch die Regelung, dass der Vizegouverneur die Aufgaben des Gouverneurs vorübergehend geschäftsführend wahrnimmt (als Acting Governor), insbesondere wenn sich der Gouverneur selbst außerhalb seines Staates aufhält.
In zahlreichen Bundesstaaten steht der jeweilige Vizegouverneur zudem dem Staatssenat als Senatspräsident vor, also einer der beiden Kammern der Legislative der Bundesstaaten. Dabei hat der Vizegouverneur formal kein Stimmrecht. Sollte jedoch ein Unentschieden entstehen, so ist der Vizegouverneur mit seinem Votum berechtigt, zu entscheiden. Diese Kompetenz lässt ihm auf Ebene der Bundesstaaten eine wichtige politische Bedeutung im Gesetzgebungsverfahren zukommen. Als Senatspräsident hat der Vizegouverneur auch das Recht die Tagungen zu leiten, dieses Recht nimmt er jedoch bei weitem nicht immer wahr. Jeder Staatssenat wählt stets einen Präsidenten pro tempore (Senatspräsident auf Zeit), der den Vizegouverneur während seiner Abwesenheit vertritt und meist die alltäglichen Geschäfte des jeweiligen Senats leitet. Die Vertretungsbefugnis des Präsidenten pro tempore umfasst allerdings lediglich den Vorsitz über die Parlamentskammer und nicht das Amt des Vizegouverneurs selbst. In vielen Staaten steht der Präsident pro tempore aber an dritter oder vierter Stelle in der Nachfolgeregelung für das Gouverneursamt (er rückt aber nicht zum Vizegouverneur auf, wenn in diesem Amt eine Vakanz entsteht, oder übernimmt weitere Aufgaben des Vizegouverneurs). Die Aufgabe des Senatsvorsitzes eines Vizegouverneurs ist angelehnt an die Rolle des amerikanischen Vizepräsidenten, der ebenfalls dem US-Senat vorsitzt und ebenso nur im Falle eines Patts ein Stimmrecht hat.
Vizegouverneure sind nicht zuletzt auch mit repräsentativen Aufgaben betraut. Darunter fallen die Repräsentation der Bundesstaatsregierung bei wichtigen Veranstaltungen oder seltener auch Besuchen in anderen Staaten.
Da in vielen Staaten die Zusammenstellung der Bundesstaatsregierung entweder dem Gouverneur obliegt oder hohe Beamte selbst gewählt sind, hängt die politische Bedeutung des Vizegouverneurs oft davon ab, ob und inwieweit ihn der Gouverneur in die Regierungsgeschäfte miteinbezieht. Die Stellung ist auch vom Bundesstaat abhängig, in Texas beispielsweise übt der Vizegouverneur durch den Vorsitz über den Haushaltsausschuss mehr Einfluss aus als in den meisten anderen Staaten. In manchen Staaten gilt das Amt (wie auch jenes des US-Vizepräsidenten) als unbedeutend, da dem Vizegouverneur im Gegensatz zu einem Minister kein spezielles Ressort zugeteilt ist. In Kalifornien wurde in der Öffentlichkeit einmal gescherzt, die Aufgabe des Vizegouverneurs sei es morgens aufzustehen, die Zeitung lesen und zu sehen, ob der Gouverneur gestorben ist, und wenn nicht, sich wieder schlafen zu legen.
Die fünf Staaten ohne Vizegouverneur sind Arizona, Maine, New Hampshire, Oregon und Wyoming. In diesen Staaten wird der Gouverneur durch den jeweiligen Senatspräsidenten (Maine, New Hampshire) oder Innenminister (Secretary of State) vertreten. Der Staat New Jersey führte das Amt erst im Jahr 2010 ein, wobei jedoch der Vizegouverneur gleichzeitig einen Kabinettsposten oder ein vergleichbares Amt innehaben muss. In Alaska, Hawaii und Utah übernimmt der Vizegouverneur die Aufgaben des Secretary of State.

## Wahl
In 18 Staaten wird der Vizegouverneur komplett unabhängig durch das Volk direkt gewählt, in zwei (Tennessee, West Virginia) wird er durch den Staatssenat des Bundesstaates bestimmt (Doppelfunktion als Senatspräsident) und in 25 Bundesstaaten wird er gemeinsam mit dem Gouverneur gewählt (auf einem sogenannten ticket, ähnlich wie beim US-Präsidenten und US-Vizepräsidenten). Hier werden die Anwärter auf den Posten des Vizegouverneurs auch als Running Mate bezeichnet. Bei einer separaten Wahl besteht daher die Möglichkeit, dass der Vizegouverneur einer anderen Partei als der Gouverneur angehört. Die Praxis, dass der Vizegouverneur in manchen Staaten separat gewählt wird, wurde dort bereits öffentlich zum Gegenstand von Diskussionen und auch von Kritik, so wie im Jahr 2011 bei den Budgetverhandlungen in Kalifornien.
Die Amtszeit aller Vizegouverneure außer dem von Vermont beträgt vier Jahre (Vermont nur zwei Jahre). In einigen Staaten existierten in der Vergangenheit zweijährige Amtszeiten für ihren jeweiligen Gouverneur und Vizegouverneur, doch haben viele Parlamente diese Regelungen durch eine Verfassungsänderung aufgehoben. Die Wahlen erfolgen immer per Direktwahl (unabhängig ob Vizegouverneur und Gouverneur zusammen gewählt werden), also nicht wie beim US-Präsidenten über ein Wahlmännersystem. Alle Gouverneurswahlen finden, wie in den gesamten USA, stets im November statt, meist parallel zu den Kongresswahlen und den Wahlen zu den jeweiligen Bundesstaatsparlamenten (die üblicherweise, außer in Nebraska, aus zwei Kammern bestehen) und zwar am Dienstag nach dem ersten Montag des Monats. Die Amtsübergabe erfolgt bis auf wenige Ausnahmen im darauf folgenden Januar, seltener schon im Dezember. Jedoch ist das Datum der Amtseinführung des Vizegouverneurs immer identisch mit jenem des Gouverneurs.
In manchen Staaten gibt es auch für Vizegouverneure Amtszeitbeschränkungen. Auch muss der Vizegouverneur häufig das 25., 30. oder 31. Lebensjahr erreicht haben, um wählbar zu sein. Hinzu kommt auch die US-Staatsbürgerschaft. Diese ist allerdings nicht von Geburt an notwendig. Allerdings wird oft eine Mindestlebensdauer im entsprechenden Bundesstaat vorausgesetzt.

## Wegfall eines Vizegouverneurs

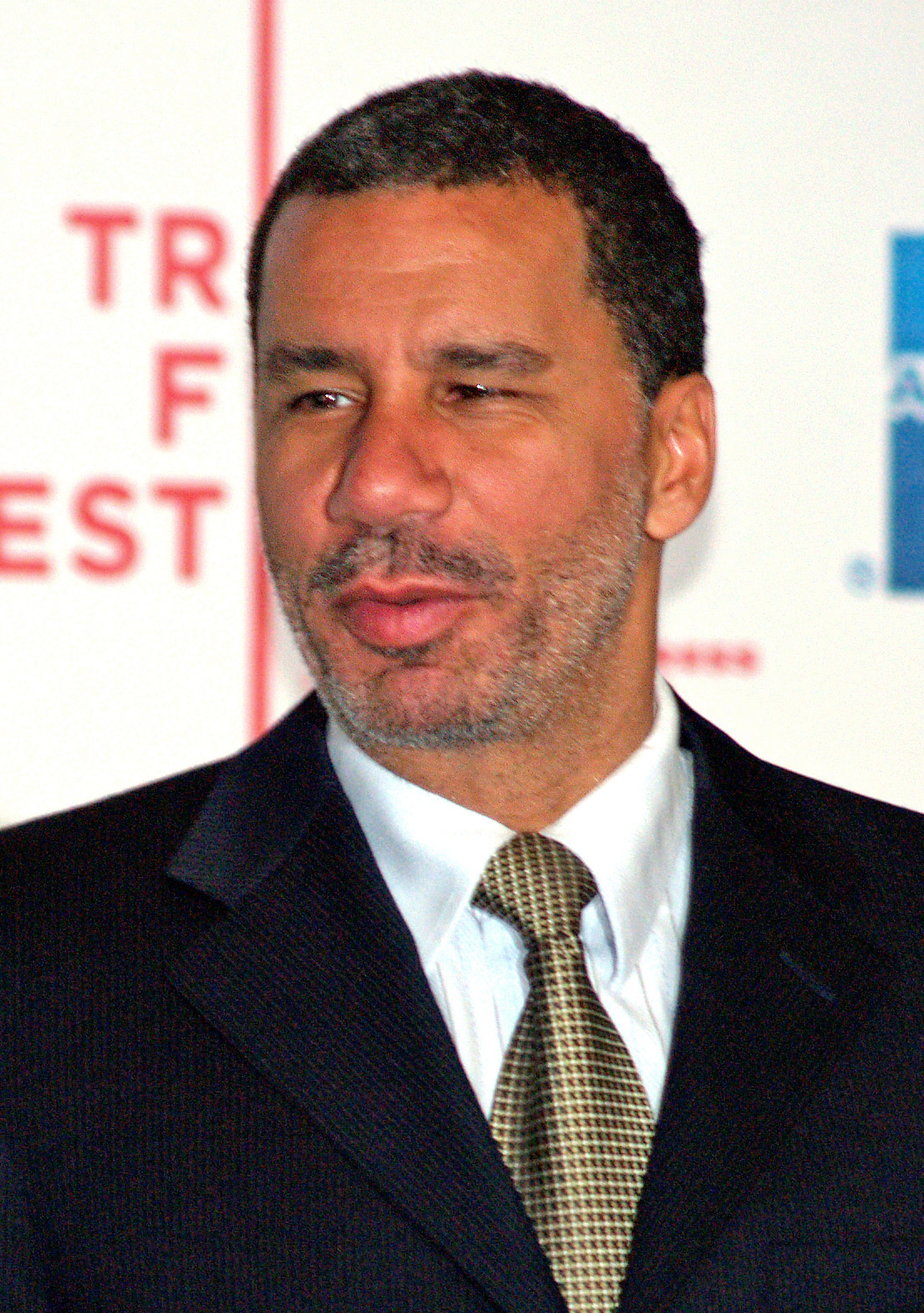
New Yorks damaliger Gouverneur David Paterson ernannte 2009 einen neuen Vizegouverneur

Scheidet der Vizegouverneur vor Ende seiner Amtszeit durch Tod, Rücktritt oder Amtsenthebung aus oder rückt er zum Gouverneur auf, so bleibt in den meisten Staaten das Amt bis zur nächsten Wahl vakant. In der Nachfolgeliste würde das dritthöchste Amt, entweder ein Minister, der Präsident pro tempore des Staatssenats oder auch der Vorsitzende der unteren Kammer (meist Repräsentantenhaus oder State Assembly) für den Fall, dass der Gouverneur ausscheiden oder amtsunfähig sein sollte, als Nächstes zum amtierenden Gouverneur werden. Diese Personen rücken aber in der Zeit vor eines solchen eventuellen Ausfalls des Gouverneurs nicht zum Vizegouverneur auf oder übernehmen geschäftsführend dessen Aufgaben, sondern verbleiben in ihrem Amt. Es ist allerdings in manchen Bundesstaaten umstritten (in anderen geregelt), ob der Gouverneur dazu befugt ist, einen Vizegouverneur zu ernennen, wenn dieses Amt unbesetzt ist. Zu einer breiten Diskussion diesbezüglich kam es erstmals im Jahr 2009 im Bundesstaat New York, als Gouverneur David Paterson, der ein Jahr zuvor aus dem Amt des Vizegouverneurs seinem zurückgetretenen Vorgänger Eliot Spitzer ins Amt folgte, ohne konkret dafür vorgesehene Grundlage Richard Ravitch zum Vizegouverneur von New York ernannte. Die Ernennung wurde sowohl im Parlament des Staates als auch den US-Medien kontrovers diskutiert. Der Attorney General des Staates (und spätere Gouverneur) Andrew Cuomo äußerte Bedenken in Bezug auf Patersons Entscheidung und zweifelte die Verfassungsmäßigkeit der Ernennung an. Der Staatssenat war mehrere Wochen in zwei gleich große Lager gespalten, bis er schließlich mit einer Abstimmung von 32:30 Gouverneur Paterson zustimmte. Dieser argumentierte, der Gouverneur habe nach den Gesetzen des Staates New York das Recht, hohe Regierungsmitglieder zu ernennen. Patersons Entscheidung wurde später durch den Verfassungsgerichtshof des Staates New York als legitim bezeichnet. Ravitch wurde zuvor als Vizegouverneur vereidigt und übte das Amt bis zum Ende der Amtsperiode am 31. Dezember 2010 aus.